# Parc d'État de Kōke'e

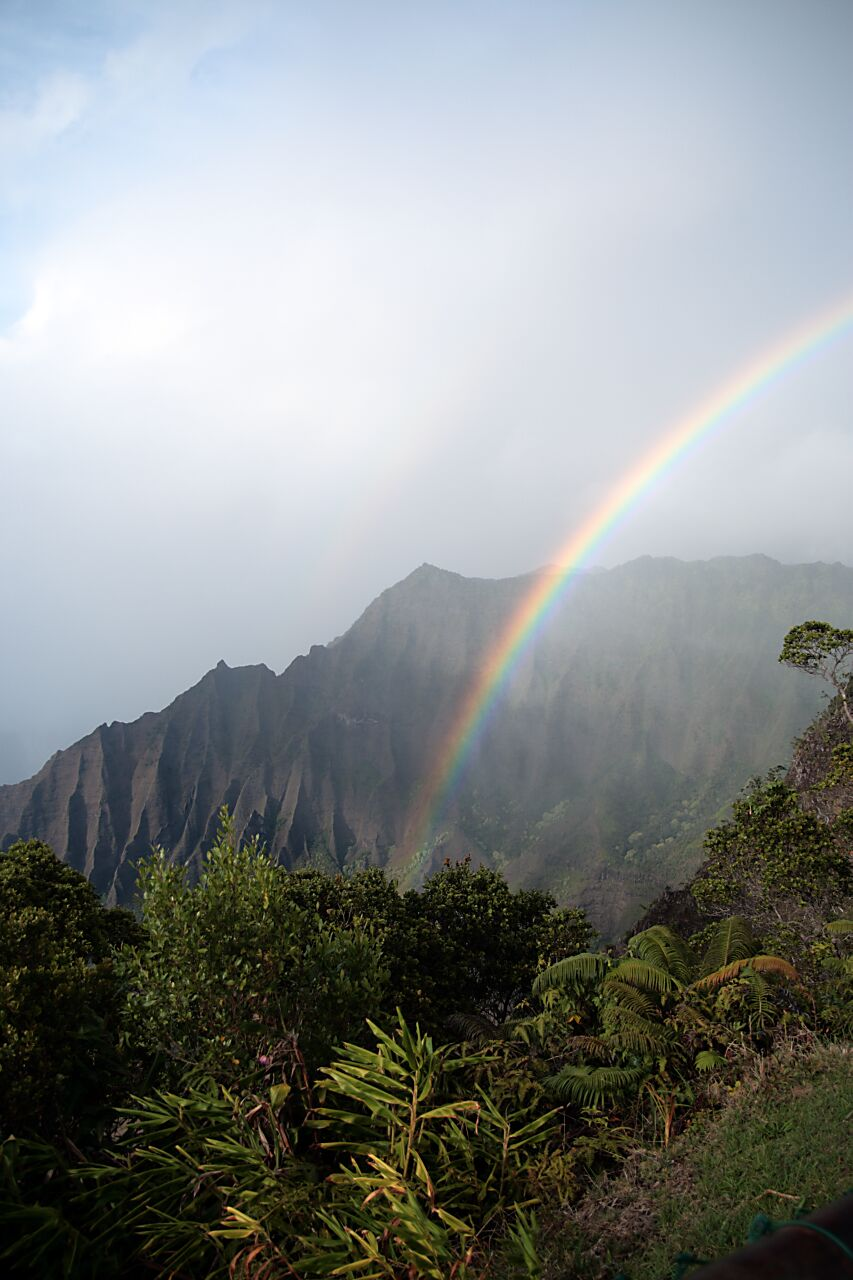
Vue de la vallée de Kalalau depuis le parc national de Koke'e

Le parc d'État de Kōkeʻe est situé au nord-ouest de l'île de Kauai, dans l'archipel américain d'Hawaï. Il comprend le musée Kōkeʻe, qui se concentre sur le climat, la végétation et la vie des oiseaux ; un lodge qui sert de la nourriture et vend des cadeaux ; des cabanes à louer ; et des sentiers de randonnée. Le parc se trouve juste au nord du parc d'État de Waimea Canyon et s'étend sur 17,58 km2 de terres.

## Description
Les principales attractions des sentiers du parc d'État de Kōkeʻe sont la végétation indigène, les oiseaux forestiers endémiques et les vues panoramiques sur les falaises. Situé sur un plateau entre 980 et 1 280 mètres, une grande partie de Kōkeʻe est une forêt montagnarde (gel peu fréquent) avec  2 500 mm de précipitations annuelles et des conditions de sol humides. Les arbres dominant sont les Acacia koa et Metrosideros polymorpha.
Au bout de la route nationale se trouve un belvédère sur la vallée de Kalalau, qui abritait autrefois des milliers d'Hawaïens autochtones. La vallée a servi de toile de fond à la nouvelle de Jack London, Koʻ olau le Lépreux.
En octobre, c'est le lieu d'un festival en l'honneur de la reine Emma d'Hawaï.

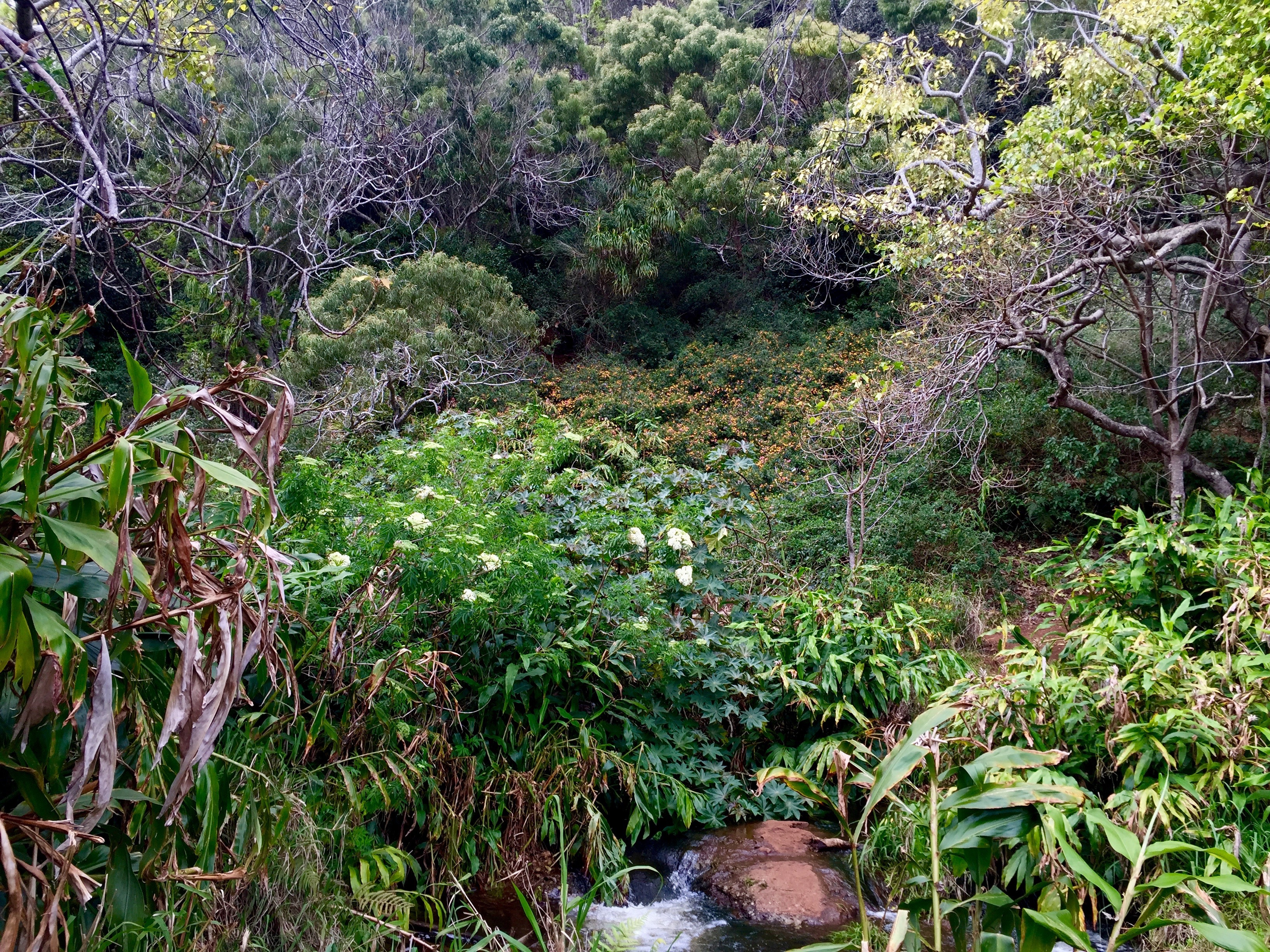
Végétation près des chutes Waipo, le long du Canyon Trail.